# Jeff Garcia
(en) Statistiques sur pro-football-reference
(en) Statistiques sur statscrew
Jeffrey Jason Garcia, né le 24 février 1970 à Gilroy (Californie), est un joueur américain de football américain évoluant au poste de quarterback.

## Carrière
Étudiant à l'université d'État de San José, il joue pour les Spartans de San Jose State.
Il ne fut pas repêché  par la National Football League mais joue pour les Stampeders de Calgary dans la Ligue canadienne de football. Après quatre saisons, il signe avec les 49ers de San Francisco où il réussit de bonnes saisons. Après ses belles années passées sous le maillot des 49ers, il s'engage en 2004 avec les Browns de Cleveland pour une saison. Il rejoint ensuite les Lions de Détroit en 2005, puis les Eagles de Philadelphie en 2006, il connait quatre équipe en quatre ans, puisqu'en 2007 il signe chez les Buccaneers de Tampa Bay.
Malgré ses bonnes prestations, il n'entre plus dans les plans de l'entraîneur des Bucs, et s'engage en 2009, après deux saisons passées à Tampa Bay, pour une année avec les Raiders d'Oakland afin de devenir la doublure de JaMarcus Russell ; il retrouve ainsi la baie de San Francisco.
Lors des camps d'entrainement précédant la saison 2009, Garcia cherche en vain un poste au sein de quelques équipes, notamment les Raiders d'Oakland et les Eagles de Philadelphie.
Il fut sélectionné quatre fois pour le Pro Bowl en 2000, 2001, 2002 et 2007.